# Stadt- und Gemeindewerke

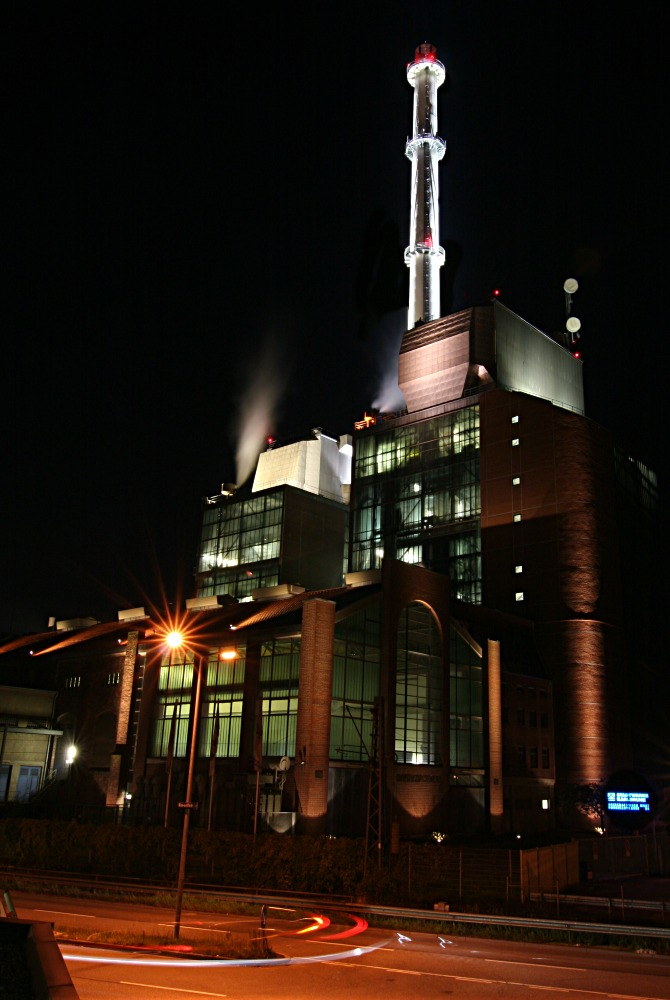
Heizkraftwerk West der Karlsruher Stadtwerke

Stadt- und Gemeindewerke (manchmal zusammengefasst unter dem Oberbegriff Kommunalwerke) sind kommunale Unternehmen (d. h. öffentliche oder gemischtwirtschaftliche Unternehmen im mehrheitlichen Besitz einer oder mehrerer Kommunen), die im öffentlichen Auftrag technische Dienstleistungen und Versorgungsleistungen, insbesondere im Bereich der Grundversorgung und der Daseinsvorsorge der Bevölkerung, erbringen oder kommunale Infrastruktur bereitstellen.

## Bezeichnungen
Da bis zum Ende des 20. Jahrhunderts fast ausschließlich Städte eigene Wirtschafts- und Infrastrukturbetriebe unterhielten, hatte sich die Bezeichnung Stadtwerke als Sammelbegriff für alle derartigen kommunalen Unternehmen eingebürgert. Dies hängt unter anderem mit der Definition des Begriffes Stadt zusammen. Da aber seit der Liberalisierung der Versorgungsmärkte zunehmend auch Kommunen (Gemeinden) ohne Stadtstatus gleichartige Betriebe gegründet haben, wird in neuerer Zeit häufig von „Stadt- und Gemeindewerken“ gesprochen. Da aber Stadtwerke ein etablierter Begriff ist, wurde dieser stehengelassen und nur ergänzt. „Gemeinde[werke]“ steht in dieser Kombination also nicht als Sammelbegriff für alle Arten von Gemeinden, sondern für die nicht-städtischen. Als Sammelbegriff wird eher die (eigentlich synonyme) Bezeichnung Kommunalwerke verwendet.
Insbesondere bei nicht-städtischen Kommunen finden sich diverse Alternativbezeichnungen; bei Kommunalzusammenschlüssen je nach Art beispielsweise Verbandsgemeindewerke (für Verbandsgemeinden) oder Kreiswerke (für Landkreise). Statt Werke finden sich alternativ auch die Bezeichnungen (Technische) Dienste oder Betriebe, Wirtschafts-, Service- oder Versorgungsbetriebe. In Marktgemeinden wird zum Teil auch die Bezeichnung Marktwerke verwendet.
Alle diese Bezeichnungen werden fast ausschließlich im Plural, wie ein Pluraletantum, benutzt.
Die Bezeichnung Stadtwerke ist kein stehender Rechtsbegriff, wobei im Körperschaftsteuerrecht diese Tätigkeiten als die eines „Versorgungsbetriebes“ definiert werden. Gelegentlich wird die Bezeichnung „Stadtwerke“ auch für Unternehmen im Privatbesitz verwendet, jedoch ist diese als Eigenbezeichnung privater Unternehmen wettbewerbsrechtlich unzulässig.

## Geschichte
Die ursprüngliche Kommunalisierung dieser zuvor oftmals in Privatbesitz befindlichen Betriebe geht auf die Bewegung des Munizipalsozialismus am Ende des 19. Jahrhunderts zurück.
Insbesondere in den 1980er und 1990er Jahren wurden Stadtwerke jedoch vielfach im Rahmen von Privatisierungen – meist als Maßnahme zur Sanierung der kommunalen Haushalte – in Teilen oder als Ganzes an privatwirtschaftliche Unternehmen und Investorengruppen veräußert oder die Aufgaben wurden an Privatunternehmen vergeben.
In den neuen Bundesländern stand nach dem Mauerfall zur Disposition, was mit den dortigen energiewirtschaftlichen Infrastrukturen passieren sollte. Durch einen Vergleich vor dem Bundesverfassungsgericht am 22. Dezember 1992 erhielten die ostdeutschen Kommunen schließlich einen Anspruch auf das Strom- und Gasvermögen in ihrem jeweiligen Gemeindegebiet und das Recht, eigene Stadtwerke zu gründen. Eine oligopolistisch konzipierte Versorgungsstruktur unter Beherrschung der großen deutschen Verbundunternehmen konnte so verhindert werden zugunsten einer pluralistischen Energiewirtschaft in den neuen Bundesländern.
Ab dem Jahr 2000 ist grundsätzlich eine Reihe von sog. Rekommunalisierungen zu beobachten, teilweise getragen von Bürgerbegehren oder Volksentscheiden, wobei ein Teil der erbrachten Leistungen heute in Konkurrenz zum freien Markt erbracht wird (insbesondere im Strom- und Gasvertrieb), bzw. einer Ausschreibungspflicht bei Neuvergabe unterliegen.

## Rechtlicher Status und Organisation
In Deutschland und Österreich können Stadtwerke sowohl als öffentlich-rechtliche Betriebe (Eigenbetrieb, Regiebetrieb oder Anstalt des öffentlichen Rechts) als auch privatwirtschaftlich als GmbH oder AG organisiert sein. Im Falle privatrechtlicher Organisation sind einige wie die Stadtwerke Köln als Beteiligungsgesellschaft ausgestaltet, die an operativ tätigen Gesellschaften beteiligt ist.
Stadtwerke unterliegen kommunalen rechtlichen Vorschriften. Der Auftrag der Stadtwerke ist die Verfolgung des öffentlichen Zwecks, auch genannt Daseinsvorsorge. Diese beinhaltet Funktionen des Staates, die die grundlegende Versorgung der Bevölkerung mit wesentlichen Gütern und Dienstleistungen sicherstellen, im Sinne einer Existenzsicherung oder zivilisatorischen Grundversorgung. Die Ver- und Entsorgungssicherung, Infrastruktur sowie öffentlicher Verkehr ist eine gemeindliche Pflichtaufgabe und wesentlicher Bestandteil kommunaler Daseinsvorsorge. Demzufolge hat die öffentliche Hand die Verantwortung gegenüber der Bevölkerung, um Lebensbedürfnisse zu bezahlbaren Preisen sicherzustellen.
Soweit Stadtwerke Netzbetreiber sind, unterliegen sie der Regulierung durch die Regulierungsbehörde. Diese legt insbesondere die Erlösobergrenze für den Netzbetrieb fest, aus der die Netzentgelte bestimmt werden.
Typische Leistungen von Kommunalwerken waren oder sind unter anderem:

### Ver- und Entsorgung
- Energieversorgung (einschließlich Energiedienstleistungen und -beratung):
  - Stromversorgung (Lieferung von Strom, Messstellenbetrieb, Betrieb von Verteilnetzen, teilweise auch von Kraftwerken)
  - Gasversorgung (Lieferung von Gas, Messstellenbetrieb, Betrieb von Verteilnetzen, früher auch von Gaswerken)
  - Fernwärmeversorgung (Betrieb von Verteilnetzen und Heizwerken)

- Wasserwirtschaft:
  - Wasserversorgung (Betrieb von Verteilnetzen, Speichern und Wasserwerken)
  - Abwasserentsorgung (Betrieb von Sammelnetzen und Kläranlagen)
    - Industrielle und private Abwässer
    - Regenwassersammlung und -rückhaltung (s. u. Gewässerregulierung)

- Information und Kommunikation (historisch – heute weitgehend privatisiert)
  - Telekommunikation (Betrieb von Kabelnetzen für Telefon, Kabelfernsehen, Internet, …)
  - Postdienste

- Entsorgung:
  - Abfallentsorgung (Müllabfuhr und ggf. Betrieb von Sammelstellen, Sortier- und Recyclinganlagen, Deponien oder Verbrennungsanlagen)
  - Abwasserentsorgung (siehe oben Punkte Wasserwirtschaft)
  - Straßenreinigung (siehe auch unten, Punkt Verkehrsinfrastruktur)

### Infrastruktur
Bereitstellung (Aufbau, Pflege und Unterhalt – neudeutsch Facilitymanagement, …) kommunaler Infrastruktureinrichtungen:
- Transport- und Verkehrsinfrastruktur (siehe auch unten Abschnitt Öffentlicher Verkehr)
  - Straßenmeisterei: Straßenreinigung, Winterdienst, …
  - Straßenbeleuchtung, -beschilderung und -sicherung, Ampelanlagen
  - Parkhäuser und -plätze

- Gewässerwirtschaft
  - Wasserstraßen und Hafenanlagen
  - Gewässerregulierung (Betrieb von Stau- und Hochwasserschutzanlagen)
  - Uferbefestigungen, Brücken, Stege, …

- Öffentliche Gebäude und Anlagen für Bildung, Kultur, Sport und soziale Dienste:
  - Schwimmbäder (Frei- und Hallenbäder)
  - Grünanlagen, Spielplätze, Grillplätze, Kleingartenanlagen, Markt- und Festplätze
  - Friedhöfe, Trauerhallen, Krematorien sowie Bestattung
  - Sporthallen und -plätze, Mehrzweckhallen
  - Schulen, Kindergärten, Jugend- und Veranstaltungszentren, Bürgerhäuser, …
  - Bibliotheken, Theater, Museen
  - Krankenhäuser, Pflegeheime, Wohnheime
  - Zivil- und Katastrophenschutzeinrichtungen (Schutzräume, Sirenen, …), Feuer- und Rettungswachen, …
  - kommunale Verwaltungsgebäude, Dienstwohnungen

### Öffentlicher Verkehr
Die Kommune hat Verantwortung sowie Versorgungspflicht für den Öffentlichen Verkehr im Gemeindegebiet (ÖPNV). Sie muss allen Bürgern angemessenen Zugang zu Verkehrsmitteln bieten und somit Mobilität sicherstellen.
Größere Kommunen haben den Bereich ÖPNV oft in separate Verkehrsbetriebe ausgelagert.
- Straßenverkehr: Omnibusse (Stadt- und Regionalbusse), Taxis und Sammeltaxis
- Schienenverkehr: Stadtbahn / Straßenbahn / S-Bahn / U-Bahn / Seilbahnen
- Wasserverkehr: Fähren / Linienschifffahrt, einschließlich Anlegestellen
- Luftverkehr: Flugplätze

Zum Verkehrsbetrieb gehört auch die hierfür notwendige Infrastruktur (siehe oben Abschnitt Infrastruktur).

## Zusammenschlüsse

### Interessenverbände
Die bundesweite Interessenvertretung in Deutschland findet u. a. über den Verband kommunaler Unternehmen (VKU) und den Bundesverband Öffentliche Dienstleistungen statt. In Österreich übernimmt der Verband der Öffentlichen Wirtschaft und Gemeinwirtschaft Österreichs eine ähnliche Aufgabe.
Auf europäischer Ebene sind Kommunalwerke im sektorübergreifenden Europäischen Zentralverband der öffentlichen Wirtschaft (englisch European Centre of Enterprises with Public Participation and of Enterprises of General Economic Interest, CEEP) und den Europäischen Verband der unabhängigen Strom- und Gasverteilunternehmen (französisch Groupement Européen des entreprises et Organismes de Distribution d’Energie, GEODE) organisiert.

### Gemeinschaftsunternehmen (Verbünde)
Insbesondere seit der Liberalisierung der Energiemärkte Ende der 1990er-Jahre haben sich viele Kommunalwerke in Gemeinschaftsunternehmen oder Konsortien zusammengeschlossen, um Synergien zu erschließen und – auch als Gegengewicht zu den bisher dominierenden Energiekonzernen – gemeinsam am Markt aufzutreten. Die wichtigsten Ziele sind:
- gemeinsame Beschaffung, dadurch günstigere Einkaufspreise im Energiehandel
- gemeinsame Entwicklung, Bau und Betrieb von größeren technischen Anlagen, insbesondere Kraftwerken, dadurch bessere Auslastung, geringere Betriebskosten und höhere Erträge
- gemeinsame Verwaltung und Dienstleistungen, dadurch effektiverer Personaleinsatz und Kostenreduzierung

#### Beispiele
- Thüga (nach Rückkauf/Rekommunalisierung)